# Bundesstraße 222
Die Bundesstraße 222 war eine Bundesstraße in Deutschland, im Bundesland Nordrhein-Westfalen. Sie lag komplett im Rhein-Kreis Neuss.
Die Bundesstraße 222 begann zuletzt in Meerbusch an der B 9 und verlief nordwärts Richtung Krefeld. Zuvor war sie jedoch ab der AS Meerbusch-Strümp durch die A 44 und A 57 ersetzt worden. Der alte Verlauf führte in nördlicher Richtung weiter über Lank-Latum nach Krefeld zur B 57/B 288.
Zum 1. Januar 2008 wurde die Bundesstraße in die Landesstraße 137 umgewidmet.